# Các phiên bản của Windows 8.1
Windows 8.1, một hệ điều hành bản nâng cấp của Windows 8. Hệ điều hành này có ba phiên bản gồm: Core, Pro (Professional) và Enterprise. Phiên bản Core là phiên bản gồm các phiên bản Professional và Enterprise, Pro ra tăng bán lẻ của trung tâm hơn Enterprise dành cho x86 và x64 giữa CPU số 2 tối đa.

#### Windows 8.1
Windows 8.1 (còn gọi là Windows 8.1 Core) là phiên bản bán lẻ các phiên bản Pro và Enterprise, đây là phiên bản gồm những CPU tối đa x86 và x64, nó chỉ hợp lệ dành cho các phòng doanh nghiệp hay văn phòng.

#### Windows 8.1 Pro
Windows 8.1 Pro là phiên bản bán lẻ ra Enterprise, phiên bản này tối đa CPU và giống Windows 7 Professional và các phiên bản hợp lệ các trung tâm văn phòng hoặc phòng doanh nghiệp của Microsoft.

#### Windows 8.1 Enterprise
Windows 8.1 Enterprise là phiên bản cuối cùng đưa hãng ra Enterprise hoặc Business của tối đa CPU x86 và x64 và phiên bản này giống Windows 7 Enterprise, nó thuộc loại nhân hybrid nhưng nó bán lẻ được tối đa phát triển của Windows 8.1 Core.
Người dùng Windows 8 phải nâng cấp lên Windows 8.1 để khai tử hỗ trợ phiên bản trước vào ngày 12 tháng 1 năm 2016, Microsoft phát hành Windows 8.1 từ năm 2013 phải bắt buộc nâng cấp từ Windows 8 lên Windows 8.1.
Dưới đây là bảng khả năng nâng cấp từ Windows 8 lên Windows 8.1 bằng những CPU x86 và x64:
| Phiên bản Windows 8 được nâng cấp | Core  | Pro | Enterprise |
| --------------------------------- | ----- | --- | ---------- |
| Pro                               | Không | Có  | Không      |
| Enterprise                        | Có    | Có  | Không      |
| RT                                | Không | Có  | Không      |

| Các tính năng              | Windows 8.1 (Core)        | Windows 8.1 Pro               | Windows 8.1 Enterprise      |
| -------------------------- | ------------------------- | ----------------------------- | --------------------------- |
| Khả dụng                   | Cài đặt sẵn trên thiết bị | Hầu hết các kênh              | Khách hàng mua số lượng lớn |
| Cấu trúc                   | ARM (32-64-bit)           | IA-64 (64-bit) IA-32 (32-bit) | ARM (32-64-bit)             |
| Bộ nhớ vật lý tối đa (RAM) | 4GB                       | 128GB trên x64 và x86         | 512 GB trên x64 và x86      |
| Khởi động an toàn          | Có                        | Có                            | Có                          |
| Mật khẩu hình ảnh          | Có                        | Có                            | Có                          |
| Live Tiles                 | Có                        | Có                            | Có                          |
| Windows Defender           | Có                        | Có                            | Có                          |
| Bàn phím cảm ứng           | Có                        | Có                            | Có                          |
| Windows Update             | Có                        | Có                            | Có                          |
| Internet Explorer 11       | Có                        | Có                            | Có                          |
| Task Manager               | Có                        | Có                            | Có                          |
| Windows Store              | Có                        | Có                            | Có                          |
| Desktop                    | Có                        | Có                            | Có                          |
| Hyper-V                    | Có                        | Có                            | Có                          |
| Group Policy               | Không                     | Có                            | Có                          |
| Windows Media Center       | Không                     | Có                            | Không                       |
| Remote Desktop             | Không                     | Có                            | Không                       |
| DirectX                    | Có                        | Có                            | Có                          |
| DirectAccess               | Có                        | Có                            | Không                       |
| BitLocker                  | Không                     | Có                            | Có                          |
| Chia sẻ Internet           | Không                     | Có                            | Không                       |
| Hỗ trợ đa màn hình         | Có                        | Có                            | Có                          |
| Tập tin History            | Không                     | Có                            | Không                       |
| SmartScreen                | Không                     | Có                            | Có                          |
| Mã hóa thiết bị            | Với Windows 8             | Có                            | Có                          |
| RemoteFX                   | Có                        | Có                            | Có                          |
| Windows Firewall           | Không                     | Có                            | Có                          |
| Snap                       | Có                        | Có                            | Có                          |
| Không gian lưu trữ         | Không                     | Có                            | Không                       |